# قائمة أطول بنايات واشنطن العاصمة

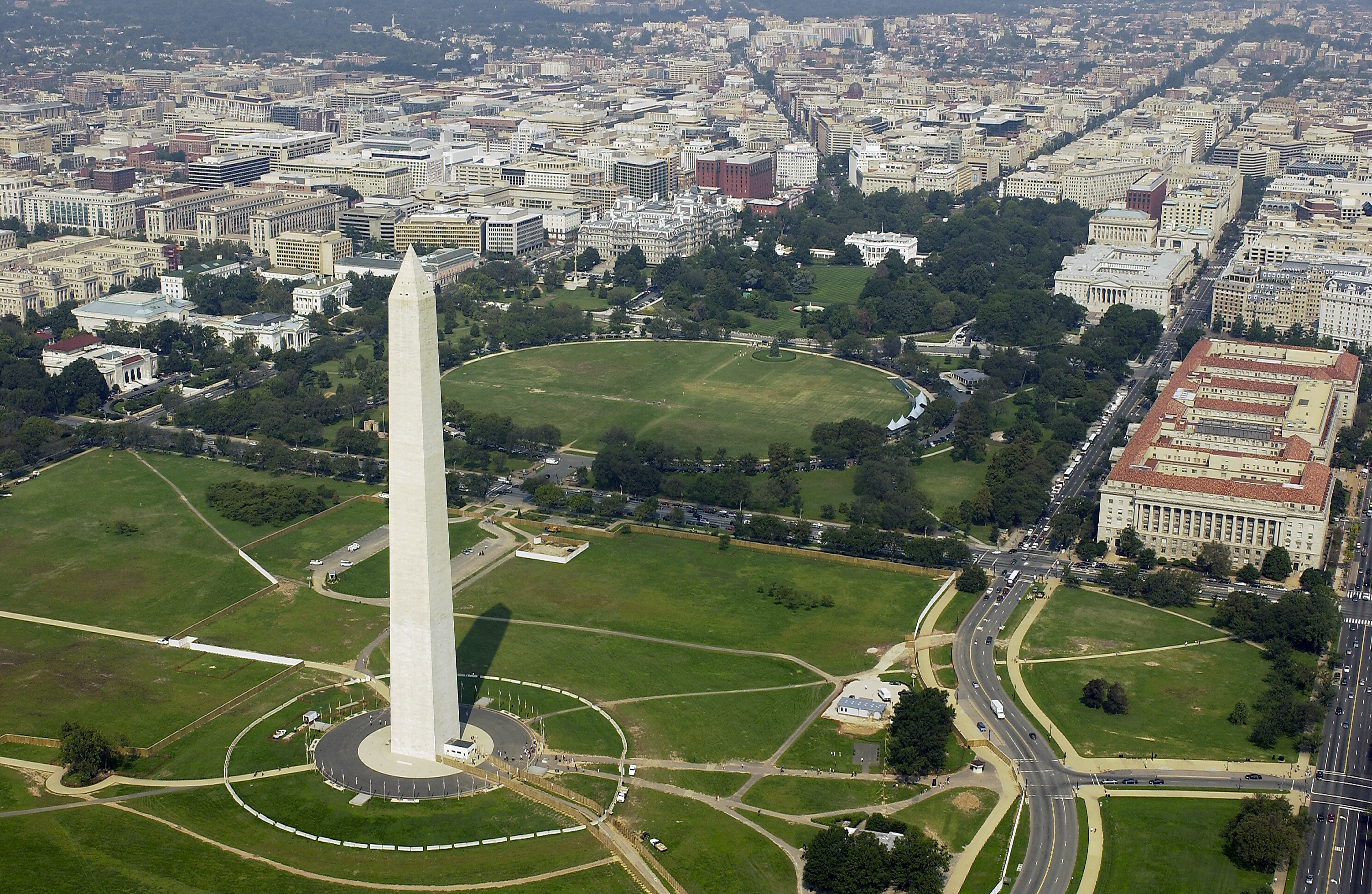
صورة جوية لشمال غرب واشنطن دي سي.

هذه القائمة لأطول بنايات واشنطن دي سي العاصمة تقوم بترتيب البنايات الأكثر طولاً بالمدينة مستبعدة الأبراج اللاسلكية، ولقد تم تحديد نصب واشنطن التذكاري بكونه الأطول، حيث يصل طوله ل 555 قدم (169 متر) ولقد تم الانتهاء منه في عام 1884. بالرغم من كونه مبنى غير متعدد الطوابق، فإنه يُعتبر المبنى الأهم ويليه كاتدرائية الضريح الوطني لعيد الحبل بلا دنس، والذي يصل ارتفاعه إلى 329 قدم (100 متر).
ثاني أطول مبنى هو مكتب البريد الوطني القديم، يصل طوله ل 315 قدم (96 متر). ثالث أطول مبنى هو كاتدرائية واشنطن الوطنية، ويصل طوله ل 301 قدم (92 متر) فوق سطح الأرض. تم بناء الكاتدرائية فوق أرض مرتفعة معروفة باسم جبل القديس ألبان، طوله 400 قدم (120 متر)، فوق سطح البحر، والتي تجعل من البرج المركزي له هو أعلى نقطة في المقاطعة. في نوفمبر 2011، تم الانتهاء من 410 مبنى مرتفع في المدينة.
بدأ تاريخ ناطحات السحاب في واشنطن بانتهاء البناء في فندق القاهرة (كايرو هوتل) في عام 1894، حيث يتكون من 14 دوراً. وبذلك يُعد من أول المباني المرتفعة بالمدينة. يصل ارتفاع هذا الفندق إلى 164 قدم (50 متر).
ازدهرت واشنطن مبكراً في بناء المباني المرتفعة وذلك من نهايات أعوام 1890 وحتى منتصف أعوام 1930، في تلك الأثناء تم بناء مبنى البريد القديم والمثلث الفيدرالي Federal Triangle. أزدهرت بعدها واشنطن مرة أخرى وامتلكت الخبرة اللازمة لبناء مباني عملاقة. بدأ ذلك من بدايات أعوام 1940 وحتى نهاية التسعينيات من القرن العشرين. في خلال تلك المدة تم الانتهاء من بناء 31 من أصل 48 أطول الأبنية. تضم هذه الأبنية ميدان فرانكلين وان و700 ش الحادي عشر.
بالرغم من أن المدينة تحوي أبنية وعمارات طويلة إلا أنها لا تُعتبر من ناطحات السحاب المعاصرة. فقط اثنين منهما ممن تجاوزوا المائتي قدم (61 متر).
إن أطوال الأبنية في واشنطن تخضع لقانون خاص بالمدينة. حيث تم تمرير القانون لمناقشته بالكونجرس قي عام 1899 والذي كان له صدى أثناء بناء فندق كايرو هوتل عام 1894، والذي يُعِد من أطول الأبنية بالمدينة. إن القانون الأصلي قد استطاع أن يقيد ويمنع من ظهور أطوال مخالفة للأبنية في الولايات المتحدة وفي العاصمة خاصة حيث من الممنوع الارتفاع بالبناء لأكثر من 110 قدم (34 متر)، 90 قدم (27 متر) للأبنية المنزلية.
في 1910، أُصدِر قانون برفع الحد الأقصى لطول الأبنية حتى 130قدم (40 متر)، ولكن بحد أدنى للعرض يساوي 20 قدم (6.1 متر).
في العصر الحديث، فإن الأفق يظل منخفضاً ومترامي الأطراف، حافظاً أماني توماس جيفرسون لجعل واشنطن كمثل باريس. خيث تكون المباني منخفضة ومناسبة وتكون الشوارع مضيئة ويتخللها النسيم. إن القيود التي تفرضها واشنطن على طول المباني هي من أعظم الأسباب لأرتفاع الإيجارات هناك حيث أن المدينة بها عدد كبير من السكان والحضر. لذلك يهرب المعماريين لأماكن أخرى حيث يستطيعون بناء مباني أعلى مثلما الحال بالقرب من روسلن، فيرجينيا، ونهر بوتوماك بالقرب من جورج تاون.
إن واحدة من أحدث المباني التي أُنشئت في واشنطن دي سي هو مبنى الكابيتول فيو، ارتفاعه يصل إلى 171 قدم (52 متر). في يوليو 2008، أصبح هناك ناطحة سحاب تحت الإنشاء تسعى للوصول إلى 150 قدم (46 متر)، مع اقتراح للموافقة وآخر للإنشاء.
عمارة أونيكس أون فيرست هي أول منشأ تحت الإنشاء وعند الانتهاء منه سيصبح ترتيبه الرابع عشر وسط أطول مباني واشنطن. تطوران آخران يشغرا ميدان 54 ريزيدنشال I، الذي كان مقترحاً، وبنك بي إن سي الذي تم الموافقة عليه.
من المتوقع أن يصل مبنى ريزيدنشال I بجامعة جورج واشنطن لارتفاع 160 قدم (49 متر) و14 دوراً، في حين أن بنك بي إن سي من المتوقع أن يصل إلى 151 قدم (46 متر) و12 دوراً.
في يوليو 2008، سيكون هناك 4 عمارات طويلة تمت الموافقة عليه وتحت الإنشاء في واشنطن.

## أطول المباني

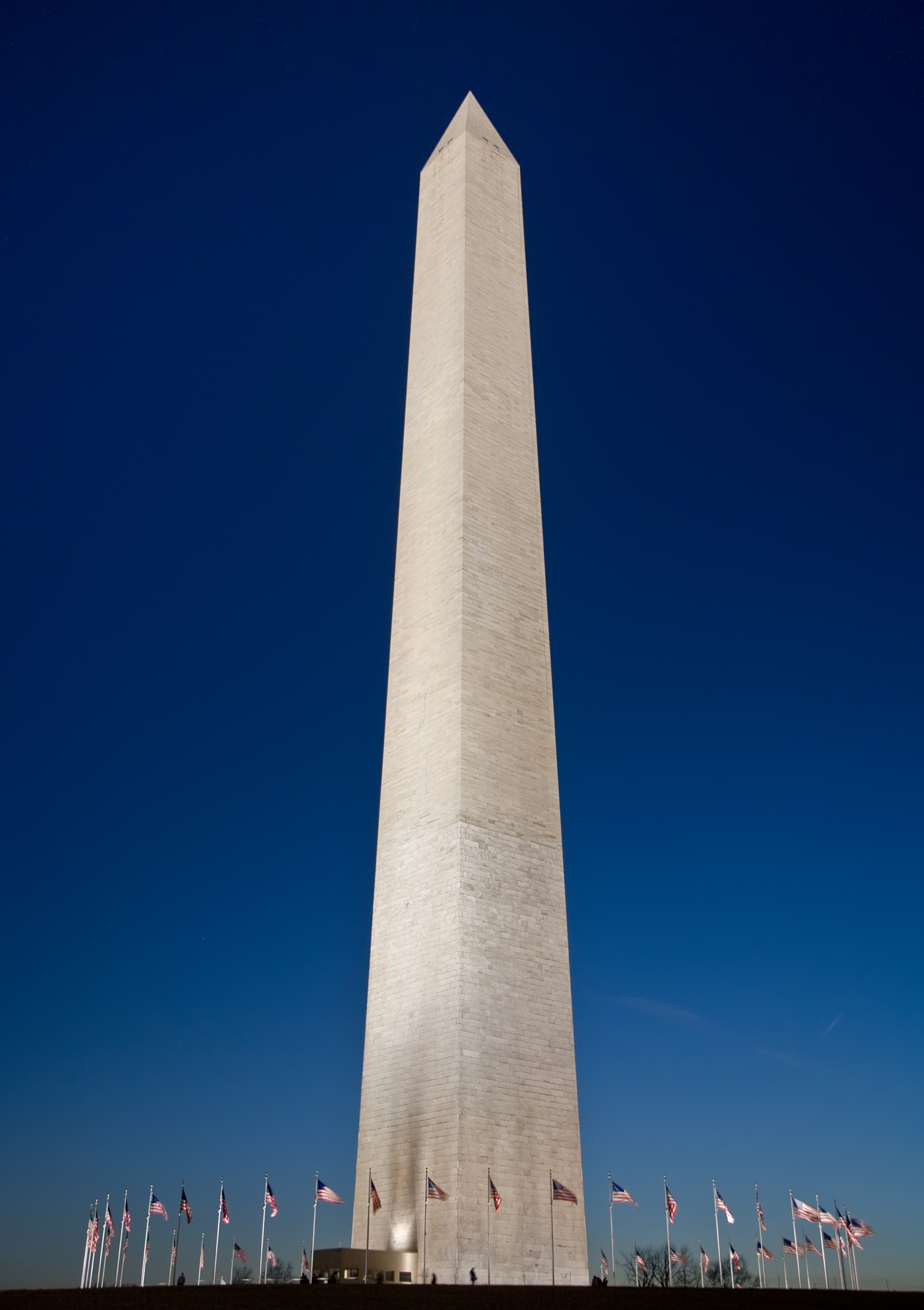
نصب واشنطن التذكاري هو أعلى وأطول الأبنية في مقاطعة كولومبيا.

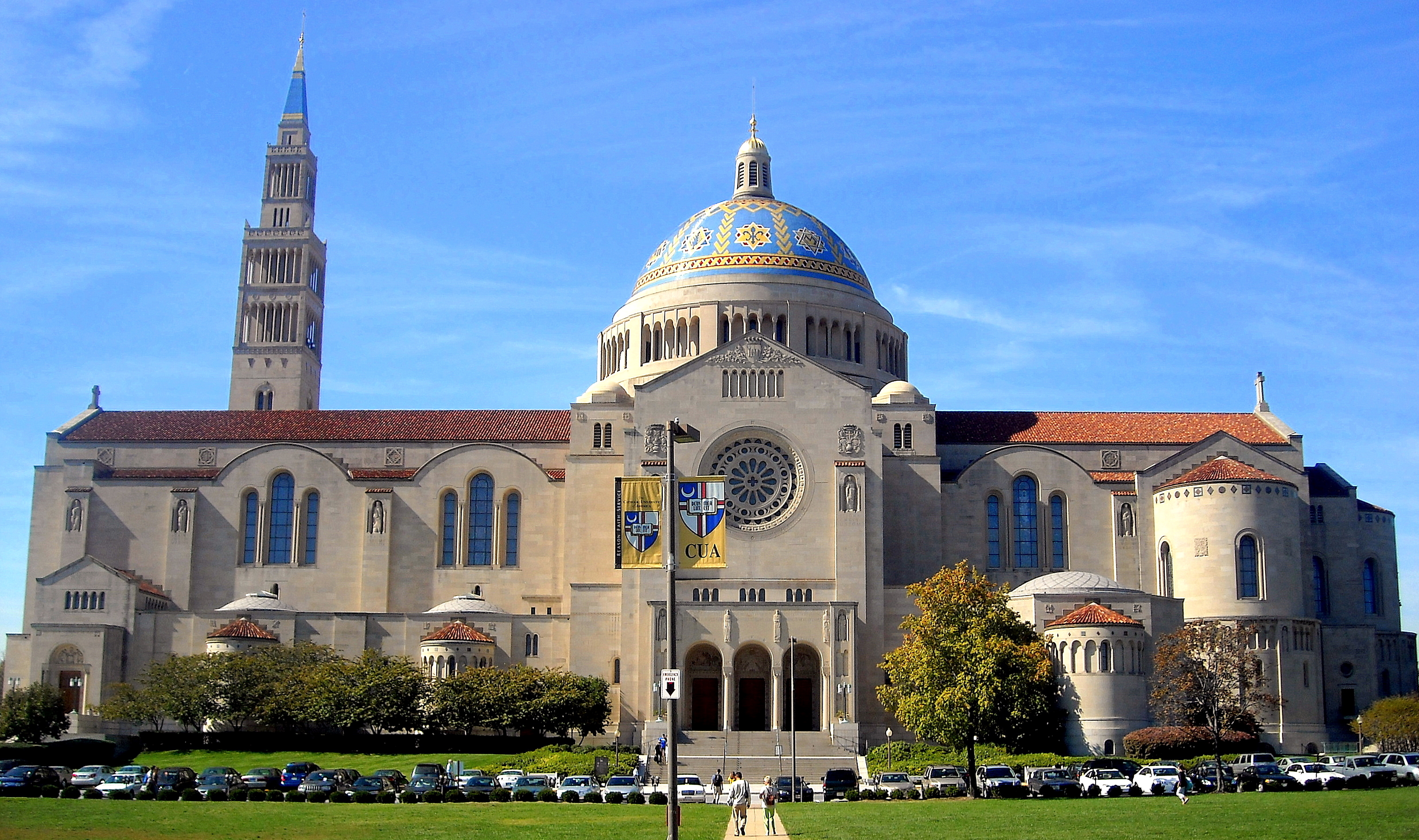
كنيسة الضريح الوطني لعيد الحبل بلا دنس هو أعلى المباني في واشنطن.

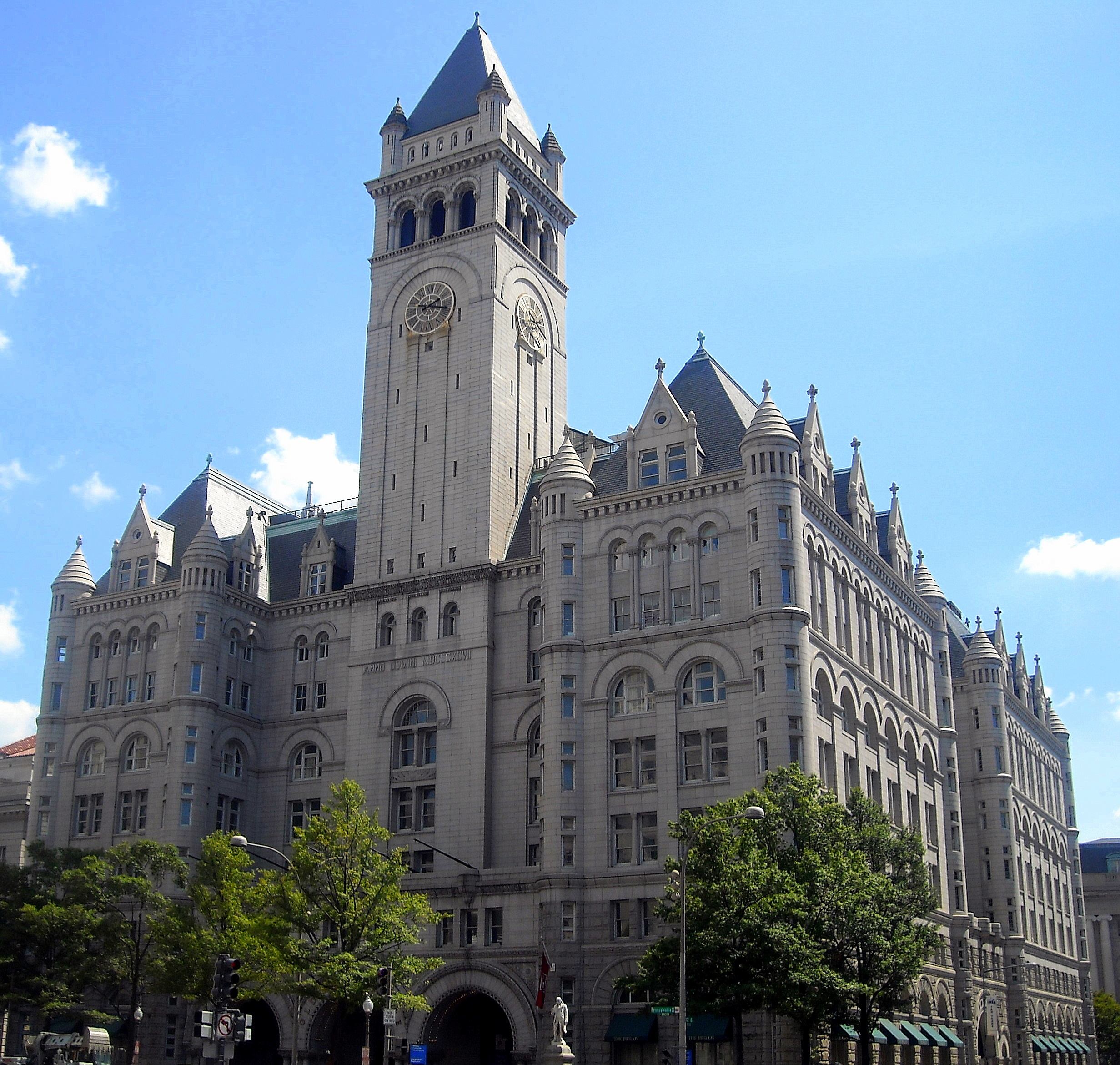
مكتب البريد الوطني القديم بواشنطن، ثاني أطول مباني واشنطن

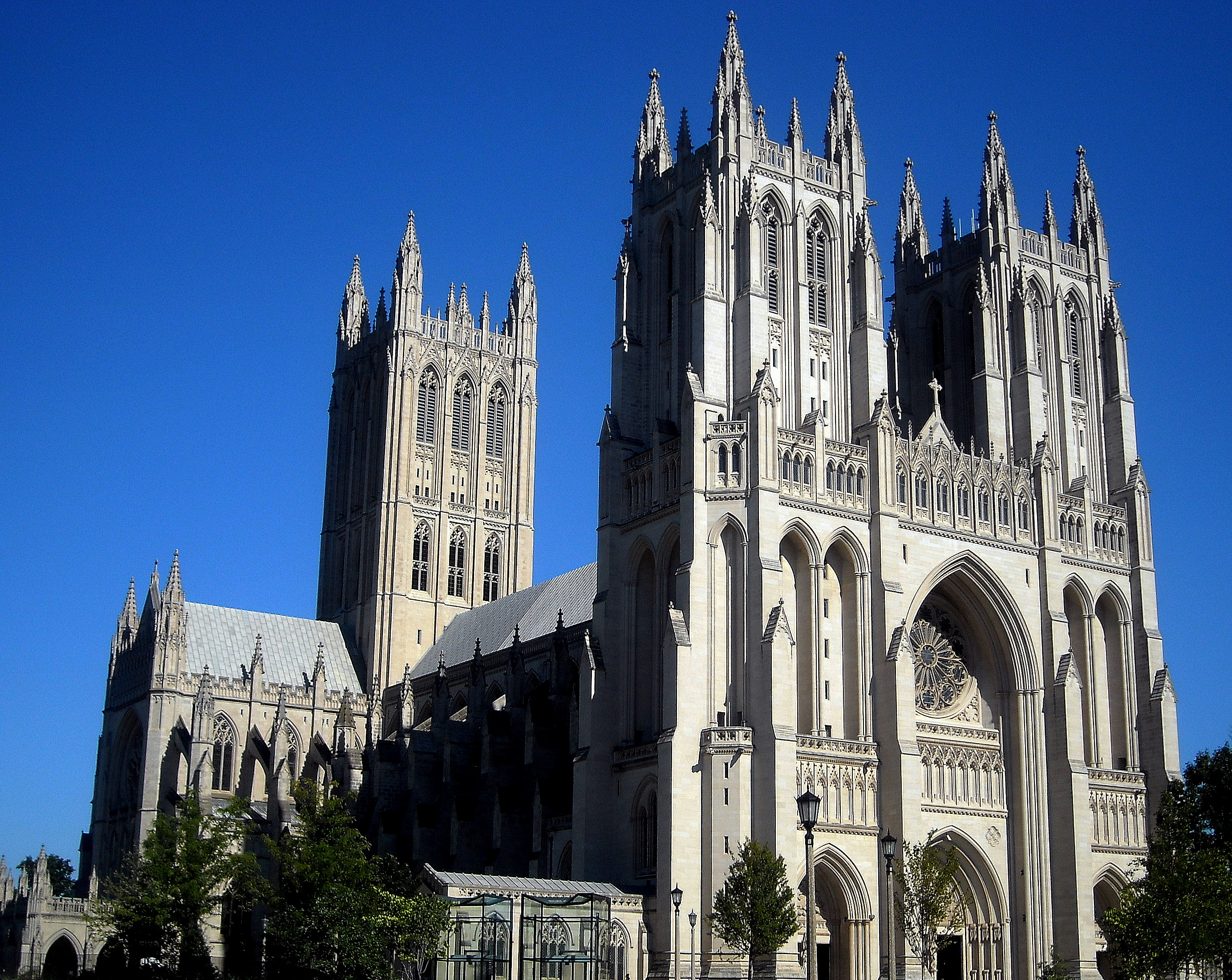
upleft كاتدرائية واشنطن الوطنية، ثالث أعلى بناء بواشنطن

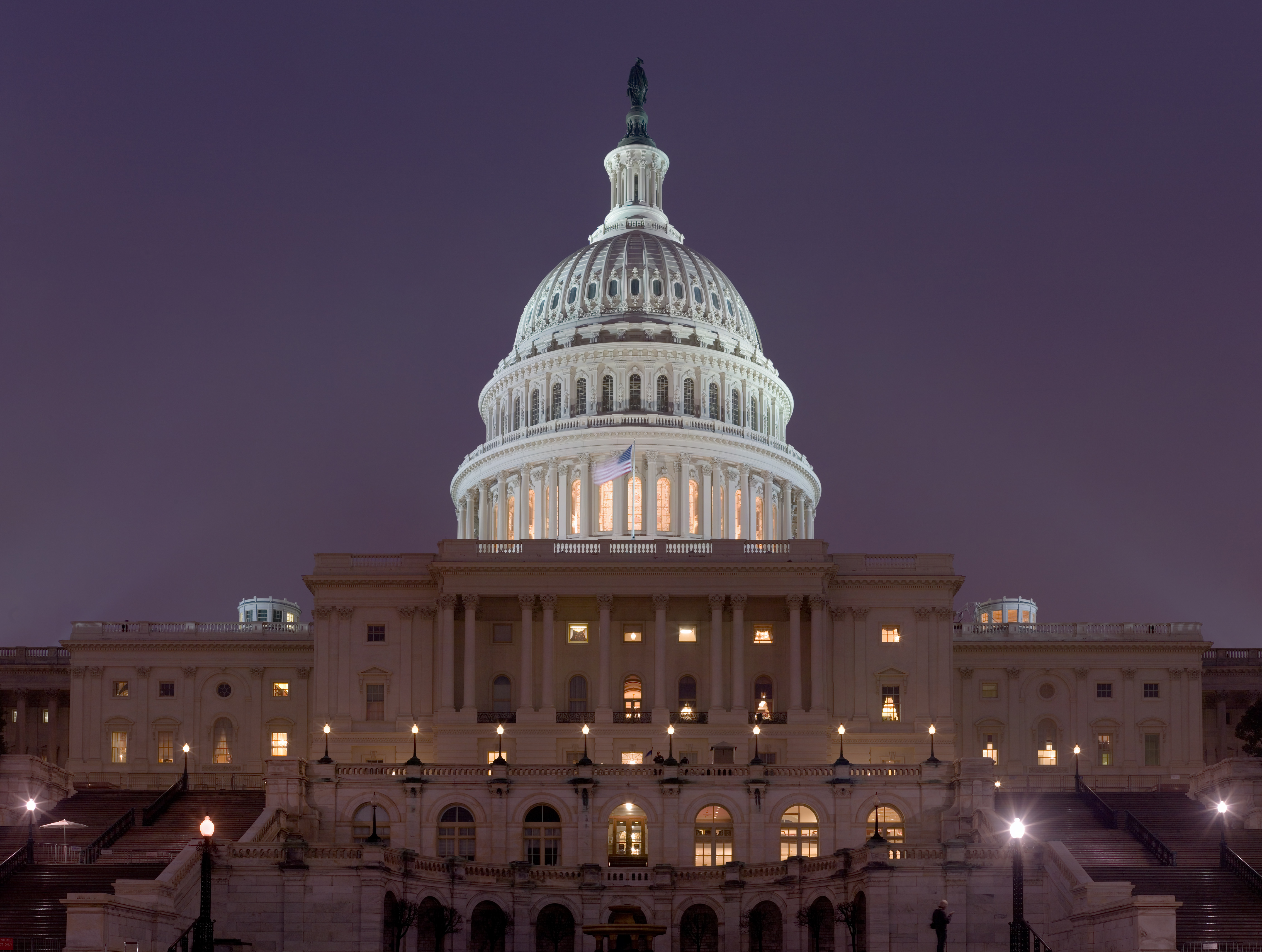
مبنى الكابيتول، رابع أعلى مبنى بواشنطن

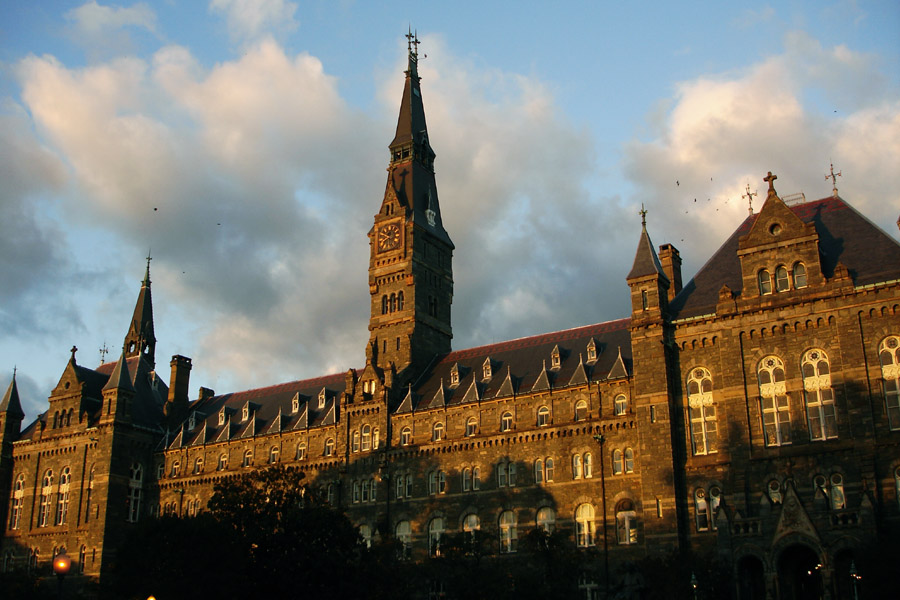
جامعة جورج تاون، سادس أعلى بناء بواشنطن

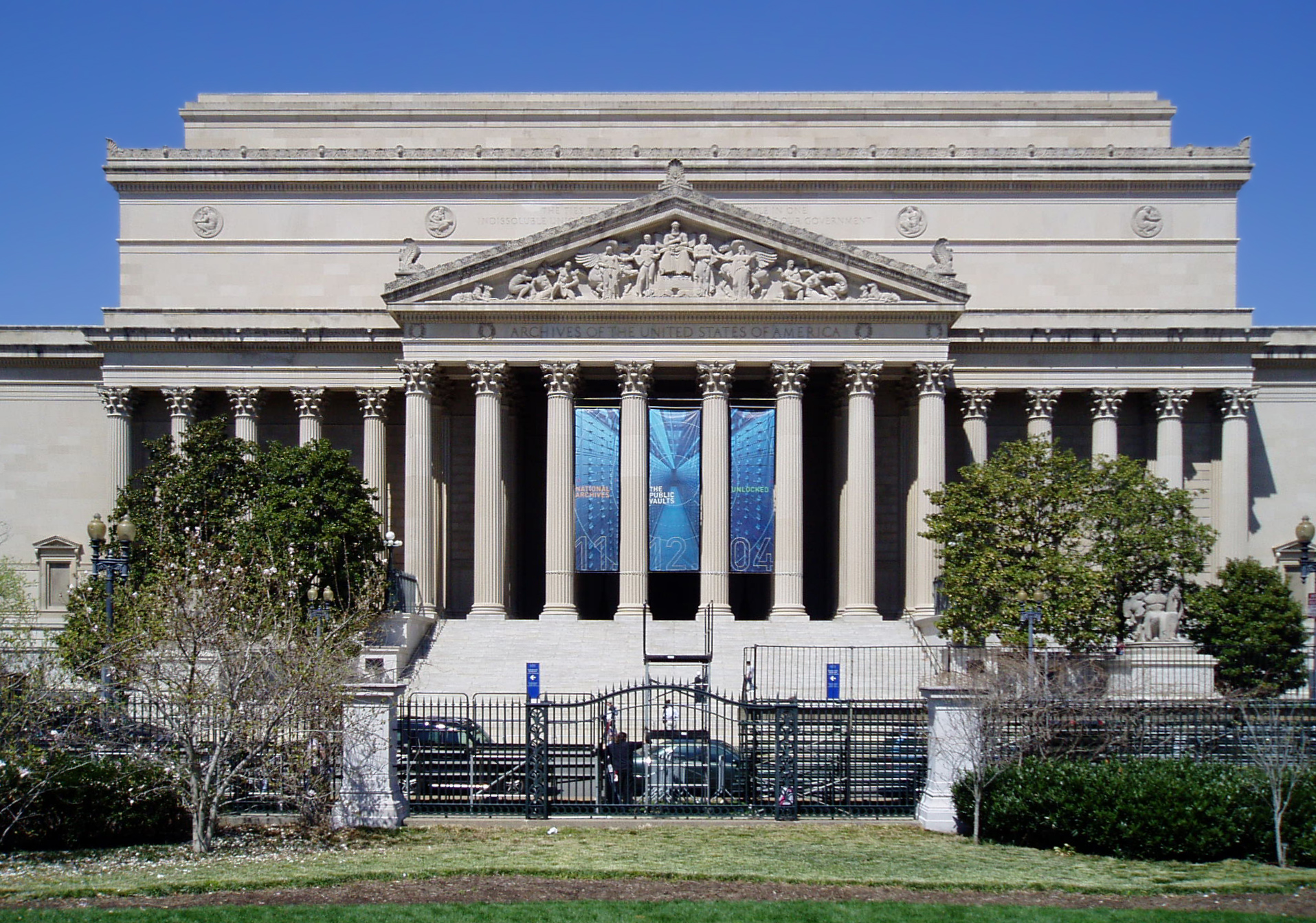
مبنى الأرشيف القومي، المبنى السادس عشر من حيث الارتفاع

هذه القائمة تقوم بترتيب ناطحات السحاب التي تقف على ارتفاع 150 قدم (46 متر) على الأقل، بناءاً على قياسات رسمية معيارية. هذا يضم الأبراج والتفاصيل المعمارية، ولكنه لا يضم الأبراج الهوائية للإتصالات. إن علامة يساوي (=) تعني نفس الترتيب لبنائين بنفس الطول. عمود «العام» بشير إلى عام الانتهاء من البناء. برج المراقبة الواقف الحر، بالرغم كونه غير سكني، فإنه مطروح للمقارنة بالرغم من عدم ترتيبه.
| الترتيب | الاسم                             | الارتفاع         | الأدوار | العام | ملاحظات |
| ------- | --------------------------------- | ---------------- | ------- | ----- | --- |
|         | النصب التذكاري لواشنطن            | 555 قدم (169 م)  | 3       | 1884  | أصبح الأعلى طولاً في مقاطعة كولومبيا منذ 1884. وأصبح من أعلى المباني في العالم في الفترة بين 1884-1889، وأطول تذكار بالولايات المتحدة وحتى نهاية بناء تذكار سان جاكينتوا في عام 1939؛ الآن يقف كثالث أطول تذكار. |
| 1       | الضريح الوطني الطاهر              | 329 قدم (100 م)  |         | 1959  | أصبح أطول مبنى بواشنطن دي سي منذ 1959.أطول مبنى تم اشاؤه منذ 1950 |
| 2       | مكتب البريد القديم                | 315 قدم (96 م)   | 12      | 1899  | أطول مبنى المدينة منذ 1890 |
| 3       | كاتدرائية واشنطن الوطنية          | 309 قدم (92 متر) | 7       | 1990  | ثاني أكبر كنيسة في الولايات المتحدة، بعد كاتدرائية القديس جون بنيويورك. أطول بناء في المدينة منذ عام 1990. |
| 4       | مبنى الكابيتول بالولايات المتحدة  | 289 قدم (88 متر) | 3       | 1863  | أطول بناء في المدينة منذ 1860. |
| 5       | ميدان فرانكلين وان                | 210 قدم (64 متر) | 12      | 1989  | أطول مبنى تجاري في واشنطن دي سي، ومنذ عام 1980. |
| =6      | 700 شارع الحادي عشر               | 200 قدم (61 متر) | 13      | 1992  | [ 15 ] [ 16 ] |
| =6      | قاعة هيلي                         | 200 قدم (61)     | 4.5     | 1879  | [ 17 ] |
| 8       | أونيكس أون فيرست                  | 197 قدم (60 متر) | 14      | 2008  | [ 18 ] |
| =9      | فندق نهضة واشنطن دي سي            | 187 قدم (57 متر) | 15      | 1986  | [ 19 ] [ 20 ] |
| =9      | 1090 معرض فيرمونت                 | 187 قدم (57 متر) | 12      | 1979  | أطول بناء في المدينة منذ السبعينات |
| 11      | 1111 معرض بنسلفانيا               | 180 قدم (55 متر) | 14      | 1968  | أعلى بناء في المدينة منذ الستينات |
| =12     | مبنى البرج                        | 177 قدم (54 متر) | 14      | 1929  | أطول بناء تم تشييده منذ العشرينات |
| =12     | أفالون بفوكس هول                  | 177 قدم (54 متر) | 14      | 1982  | أطول بناء سكني تم تشييده في المدينة |
| =14     | 1900 ك ستريت                      | 171 قدم (52 متر) | 13      | 1996  | [ 28 ] |
| =14     | كابتول فيو                        | 171 قدم (52 متر) | 13      | 2007  | [ 29 ] |
| 16      | مبنى الأرشيف القديم               | 167 قدم (51 متر) | 8       | 1935  | أطول مبنى تم تشييده منذ الثلاينات |
| =17     | مبنى شمال البنسلفانيا             | 164 قدم (50 متر) | 14      | 1990  | [ 32 ] |
| =17     | مبنى قسم القاهرة                  | 164 قدم (50 متر) | 14      | 1894  | [ 33 ] [ 34 ] |
| =19     | مبنى الكابيتول III                | 164 قدم (50 متر) | 12      | 1985  | [ 35 ] [ 36 ] [ 37 ] |
| =19     | معرض نيويوك أفينو 1101            | 164 قدم (50 متر) | 12      | 2007  | [ 36 ] [ 38 ] |
| =21     | 1625 ش العين                      | 161 قدم (49 متر) | 12      | 2003  | [ 39 ] [ 40 ] |
| =21     | الفرع الرئيسي للبنك العالمي       | 161 قدم (49 متر) | 13      | 1997  | [ 41 ] [ 42 ] |
| =23     | معرض بنسلفانيا 1001               | 161 قدم (49 متر) | 14      | 1987  | [ 43 ] [ 44 ] |
| =23     | معرض بنسلفانيا 1201               | 161 قدم (49 متر) | 13      | 1981  | [ 45 ] [ 46 ] |
| =23     | 600 ش الثالث عشر                  | 161 قدم (49 متر) | 12      | 1997  | [ 36 ] [ 47 ] |
| =26     | فندق واترجيت ومبنى المكاتب        | 157 قدم (48 متر) | 14      | 1967  | [ 36 ] [ 48 ] |
| =26     | مبنى الجمهورية                    | 157 قدم (48 متر) | 13      | 1991  | [ 36 ] [ 49 ] |
| =26     | نادي الجيش والبحرية               | 157 قدم (48 متر) | 12      | 1987  | [ 36 ] [ 50 ] |
| =26     | 1620 ش الـ                        | 157 قدم (48 متر) | 12      | 1989  | [ 36 ] [ 51 ] |
| =26     | 1333 ش اتش                        | 157 قدم (48 متر) | 12      | 1982  | [ 36 ] [ 52 ] |
| =26     | 1111 ش التاسع عشر                 | 157 قدم (48 متر) | 12      | 1979  | [ 36 ] [ 53 ] |
| =26     | 1010 ماس                          | 157 قدم (48 متر) | 15      | 2007  | [ 36 ] [ 54 ] |
| =33     | مبنى الإستثمار                    | 154 قدم (47 متر) | 13      | 2001  | [ 55 ] [ 56 ] |
| =33     | مبنى الهيلتون الكبير              | 154 قدم (47 متر) | 13      | 1943  | أطول بناء في المدينة منذ الأربعينات. |
| =33     | 1875 شارع ك                       | 154 قدم (47 متر) | 12      | 2001  | [ 59 ] [ 60 ] |
| =33     | 1430 شارع ك                       | 154 قدم (47 متر) | 12      | 2006  | [ 36 ] [ 61 ] |
| =33     | 1310 شارع جي                      | 154 قدم (47 متر) | 12      | 1992  | [ 36 ] [ 62 ] |
| =33     | ويندهام واشنطن دي سي              | 154 قدم (47 متر) | 14      | 1982  | [ 36 ] [ 63 ] |
| =33     | البرج الإداري                     | 154 قدم (47 متر) | 12      | 2001  | [ 64 ] |
| =33     | مركز ويستن واشنطن دي سي سيتس سنتر | 154 قدم (47 متر) | 14      | 1982  | [ 65 ] [ 66 ] |
| =33     | 1701 معرض بنسلفانيا               | 154 قدم (47 متر) | 13      | 1962  | [ 67 ] [ 68 ] |
| =42     | مبنى جاز واشنطن                   | 151 قدم (46 متر) | 15      | 1941  | [ 69 ] [ 70 ] |
| =42     | الووترجيت سوث                     | 151 قدم (46 متر) | 14      | 1970  | [ 36 ] [ 71 ] |
| =42     | المبنى الرئيسي للبنك العالمي I    | 151 قدم (46 متر) | 12      | 2001  | [ 72 ] [ 73 ] |
| =42     | المبنى الرئيسي للبنك العالمي H    | 151 قدم (46 متر) | 12      | 1983  | [ 74 ] [ 75 ] |
| =42     | مركز ويليام تي للعلوم والهندسة    | 151 قدم (46 متر) | 12      | 1996  | [ 76 ] [ 77 ] [ 78 ] |
| =42     | وصلة كونكتيكت                     | 151 قدم (46 متر) | 12      | 1978  | [ 79 ] [ 80 ] |
| =42     | 455 معرض ماساشوسيتس               | 151 قدم (46 متر) | 12      | 2007  | [ 81 ] [ 82 ] |

## أطول مباني تحت الإنشاء تمت الموافقة عليها
هذه القائمة لناطحات السحاب التي أقُترِحت وتم الموافقة عليها، أو ما زالت تحت الإنشاء في واشنطن والتي تتجاوز 150 قدم (46 متر)، ولكن لم يتم اكتمالهم.
| الإسم              | الارتفاع* قدم (m) | الأدوار | العام (تقديرياً) | الحالة           | ملاحظات |
| ------------------ | ----------------- | ------- | --------------- | ---------------- | ------- |
| ميدان 54 السكني I ‏ | 157 (48)          | 14      | 2010            | تم اقتراحه       | [ 83 ]  |
| مبنى بنك بي ان سي ‏ | 151 (46)          | 12      | 2010            | تم الموافقة عليه | [ 84 ]  |
| معرض كونكتيكت 1000 |                   | 12      | 2009            | تم الموافقة عليه | [ 85 ]  |

## أطول المباني التي هُدِمت
هذه القائمة للبنايات التي تم هدمها بواشنطن والتي كانت لترتفع إلى 150 قدم (46 متر).
| الإسم             | الارتفاع ft (m) | الأدوار | عام الانتهاء | عام الإزالة | ملاحظات                               |
| ----------------- | --------------- | ------- | ------------ | ----------- | ------------------------------------- |
| مبنى مونسي ترست   | 171 (52)        | 13      | 1905         | 1982        | [ 86 ] [ 87 ]                         |
| معرض كونتيكت 1000 | 156 (48)        | 13      | 1956         | 2008        | تم إحلاله بمبنى آخر يحمل نفس العنوان. |

## الخط الزمني لأطول البنايات

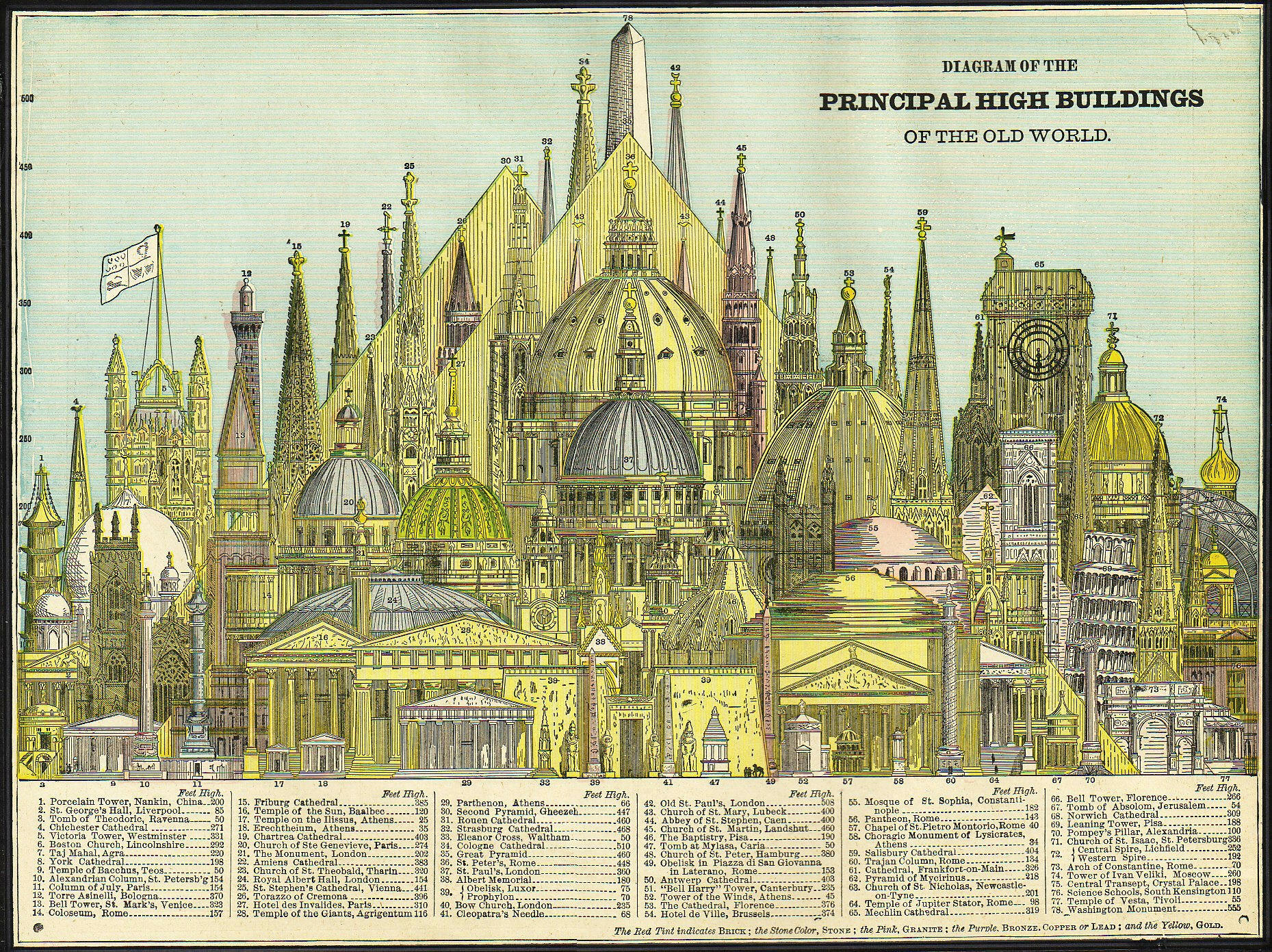
رسم يوضح أطول البنايات في العالم القديم, 1884. نصب واشنطن التذكاري, كأطول بناية تم تمثيله.

هذه القائمة تضم بعض المباني التي كانت يوماً من الأيام من أعلى وأطول البنايات في واشنطن. هذا بإستثناء نصب واشنطن التذكاري الذي يقف كأطول بناية في المدينة منذ 1884م
| الاسم                                    | عنوان الشارع                | عام تمثيله كالأطول | الارتفاع ft (m) | الأدوار | Reference |
| ---------------------------------------- | --------------------------- | ------------------ | --------------- | ------- | --------- |
| كابيتول الولايات المتحدة                 | معرض بنسلفانيا، كابيتول هيل | 1863–1899          | 289 (88)        | 3       | [ 89 ]    |
| مكتب البريد القديم                       | معرض بنسلفانيا 1000 ن.و     | 1899–1959          | 315 (96)        | 18      | [ 90 ]    |
| مبنى ;كنيسة الضريح الوطني الطاهر بلا دنس | 400 ش.ش معرض ميتشجن         | 1959–الآن          | 329 (100)       | 32      | [ 91 ]    |